# Podolasia longipenis
Podolasia longipenis är en skalbaggsart som beskrevs av Henry Fuller Howden 1997. Podolasia longipenis ingår i släktet Podolasia och familjen Melolonthidae. Inga underarter finns listade i Catalogue of Life.